# Пшисухски окръг
Пшисухски окръг (на полски: Powiat przysuski) е окръг в Централна Полша, Мазовско войводство. Заема площ от 801,19 км2. Административен център е град Пшисуха.

## География
Окръгът се намира в историческия регион Малополша. Разположен е в югозападната част на войводството.

## Население
Населението на окръга възлиза на 43 271 души (2013 г.). Гъстотата е 54 души/км2.

## Административно деление
Административно окръгът е разделен на 8 общини.
Градско-селска община:
- Община Пшисуха

Селски общини:
- Община Борковице
- Община Велява
- Община Гелньов
- Община Кълвов
- Община Одживол
- Община Потворов
- Община Рушинов

## Фотогалерия
- Пшисуха
- Борковице
- Гелньов
- Одживол